# Sibil·la Mercer
Sibil·la Mercer, (Sibil·la Mercé) fou l’última esposa de Ramon II del Castellà, senyor de Picassent. D’aquest matrimoni nasqueren tres fills: Joanet, futur senyor de Picassent, i dues filles anomenades Ramoneta i Castellana.
L’any 1381, Sibil·la féu emancipar el seu fill Joanet, tot i tenir només dos anys, per tal de poder-li transmetre la senyoria de Picassent i la casa senyorial situada al carrer de Cavallers de València. Tanmateix, com que el jove no assolí la majoria d’edat fins a l’any 1399, son pare reiterà formalment la donació quan aquest complí vint anys.
Segons consta en el testament de Ramon II del Castellà, Sibil·la Mercer rebé part del castell de Picassent, així com una part de la casa pairal de la família Castellà a València.
El seu fill, Joan I del Castellà, XII senyor de Picassent, participà activament en diversos fets d’armes a Sicília i a Sardenya, pròpiament inserits en els conflictes i campanyes de l’època. Durant les absències del fill, fou la mateixa Sibil·la qui assumí l’administració de la senyoria de Picassent. Destacà especialment per la seua intervenció en les disputes territorials amb Alcàsser relacionades amb la recuperació del cabal de la Séquia de les Fonts.
Amb una personalitat ferma i poc habitual en les dones del seu temps, Sibil·la Mercer no sols administrà eficaçment la senyoria, sinó que contribuí a l’ampliació del patrimoni familiar. És considerada la primera dona que exercí funcions plenes d’administradora senyorial a Picassent.
L’any 1993, l’Ajuntament de Picassent instituí els «Premis Sibil·la Mercer», uns guardons que s’atorguen a persones o entitats que s’hagen distingit per la seua trajectòria en la defensa de la igualtat de gènere i en la lluita pels drets de les dones.
En reconeixement a la seua figura històrica, un carrer del municipi porta actualment el seu nom.